# غریب مزرعه
غریب مزرعه روستایی از توابع بخش مرکزی شهرستان آبیک در استان قزوین ایران است. زبان مردم این روستا تاتی است.

## جمعیت
این روستا در دهستان کوهپایه غربی قرار دارد و براساس سرشماری مرکز آمار ایران در سال ۱۳۸۵، جمعیت آن ۷۶ نفر (۲۸خانوار) بوده‌است.